# Eldsmärke
Eldsmärke, naevus flammeus, är en sorts blodkärlssvulst (angiom). Dessa svulster består av en mängd nybildade, tätt intill varandra liggande fina kärl (kapillärkärl), mestadels arteriella, med endast mycket lite mellansubstans. Hudens färg är därför intensivt röd. Eldsmärken kan förekomma var som helst på huden, men oftast finner man dem på huvudet och i ansiktet. Ibland är de alldeles släta och höjer sig inte alls över omgivande hud, ofta bildar de mer eller mindre knottriga upphöjningar. Någon gång är de bevuxna med hår. Ibland är de mycket små, ibland sträcker de sig över stora ytor, till exempel i ansiktet, särskilt på kinderna. 
De kan ha stabil utbredning på huden genom hela personens liv och det händer också att de försvinner av sig själva. Men de kan även växa och med tiden få betydande utsträckning, flathandstora och ännu större. Det senare gäller särskilt för mera ojämna eldmärken. 